# 위너 확률 과정

3차원 위너 과정

확률 과정 이론에서, 위너 확률 과정(Wiener確率過程, 영어: Wiener stochastic process) 또는 위너 과정(Wiener過程)은 시간차 {\displaystyle \Delta t}의 증분의 확률 분포가 평균 0, 분산 {\displaystyle \Delta t}의 정규 분포를 이루며, 각 증분이 서로 독립이며, 그 궤적이 거의 확실하게 연속적인 연속 시간 확률 과정이다.

## 정의
다음이 주어졌다고 하자.
- 유한 차원 유클리드 공간 {\displaystyle \mathbb {R} ^{d}}
- 확률 공간 {\displaystyle \Omega }

확률 과정
{\displaystyle (W_{t}\colon \Omega \to \mathbb {R} ^{n})_{t\in [0,\infty )}}
이 다음 조건들을 만족시킨다면, 위너 확률 과정(영어: Wiener stochastic process)이라고 한다.
- 임의의 {\displaystyle t\in [0,\infty )} 및 {\displaystyle \Delta t>0}에 대하여, 확률 변수 {\displaystyle W_{t+\Delta t}-W_{t}\colon \Omega \to V}의 확률 분포는 평균이 0이며 분산이 {\displaystyle t}인 정규 분포 {\displaystyle {\mathcal {N}}(0,\Delta t)}이다.
- (초기 조건) {\displaystyle \Pr(W_{0}=0)=1}. 즉, 거의 확실하게 {\displaystyle W_{0}=0}이다.
- 임의의 {\displaystyle 0\leq s\leq t\leq u}에 대하여, {\displaystyle W_{u}-W_{t}}와 {\displaystyle W_{s}}는 서로 독립이다.
- {\displaystyle \Pr(W_{t}\in {\mathcal {C}}^{0}(\mathbb {R} ,V))=1}. 즉, {\displaystyle W_{t}}는 거의 확실하게 연속 함수 {\displaystyle \mathbb {R} \to V}를 이룬다. 다시 말해,
  - 임의의 {\displaystyle \omega \in \Omega } 및 임의의 {\displaystyle \epsilon >0} 및 임의의 {\displaystyle t\in [0,\infty )}에 대하여, {\displaystyle \forall s\in (t-\delta ,t+\delta )\colon \|W_{\max\{0,s\}}(\omega )-W_{t}(\omega )\|<\epsilon }이 되게 하는 양의 실수 {\displaystyle \delta >0}가 존재한다.

## 연산

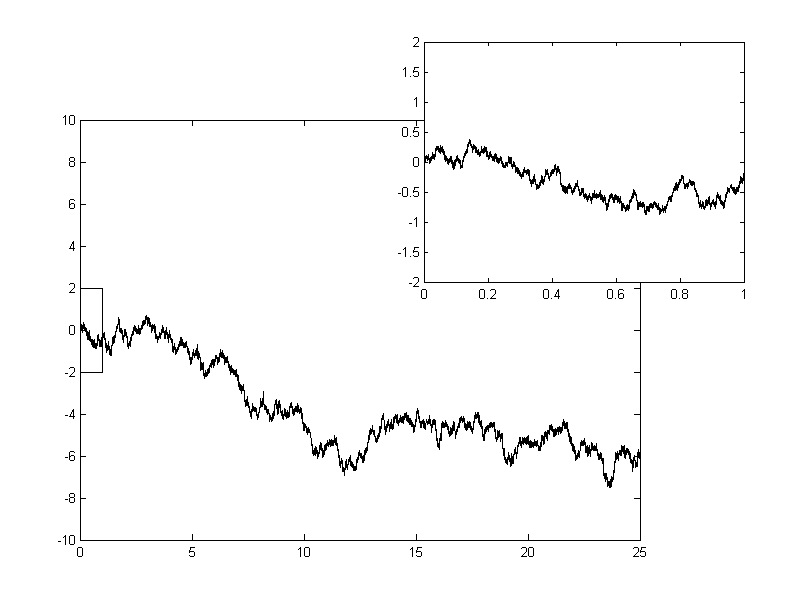
1차원 위너 확률 과정의 자기 유사성

위너 확률 과정 {\displaystyle (W_{t}\colon \Omega \to \mathbb {R} ^{n})_{t\in [0,\infty )}}이 주어졌을 때, 확률 과정
{\displaystyle \alpha ^{-1}W_{\alpha ^{2}t}}
역시 위너 확률 과정을 이룬다. 즉, 그 그래프는 일종의 프랙털을 이룬다.
{\displaystyle W_{t}}가 유클리드 공간 {\displaystyle V} 값의 위너 확률 과정이라고 하자. 그렇다면, 임의의 부분 벡터 공간 {\displaystyle V'\leq V}에 대하여, {\displaystyle \operatorname {proj} _{V'}W_{t}} 역시 {\displaystyle V'} 값의 위너 확률 과정이다.
임의의 직교 행렬 {\displaystyle M\in \operatorname {O} (V)} 및 {\displaystyle V} 값의 위너 확률 과정 {\displaystyle (W_{t}\colon \Omega \to V)_{t\in [0,\infty )}}에 대하여, {\displaystyle MW_{t}} 역시 {\displaystyle V} 값의 위너 확률 과정이다.

## 예
다음이 주어졌다고 하자.
- 확률 공간 {\displaystyle \Omega }
- 실수 힐베르트 공간 {\displaystyle \operatorname {L} ^{2}([0,1],\mathbb {R} )}의 정규 직교 기저 {\displaystyle (f_{i}\colon [0,1]\to \mathbb {R} )_{i\in I}}. 여기서 {\displaystyle I}는 임의의 가산 무한 집합이다.
- 서로 독립이며, 평균 0, 분산 1의 정규 분포를 따르는 확률 변수들의 열 {\displaystyle (X_{i}\colon \Omega \to \mathbb {R} )_{i\in I}}

그렇다면, 임의의 {\displaystyle t\in [0,1]}에 대하여, 급수
{\displaystyle W(t)=\sum _{i\in I}X_{i}\langle 1_{[0,t]}|f_{i}\rangle _{\operatorname {L} ^{2}([0,1],\mathbb {R} )}\in \operatorname {L} ^{2}([0,1],\mathbb {R} )}
는 ({\displaystyle \operatorname {L} ^{2}([0,1],\mathbb {R} )}의 거리 위상에서) 수렴한다. (여기서 {\displaystyle 1_{[0,t]}}는 폐구간의 지시 함수이다.) 이는 위너 확률 과정의 정의를 거의 확실한 연속성만을 제외하고 모두 만족시킨다.
만약 정규 직교 기저를
{\displaystyle f_{i}(x)={\begin{cases}{\sqrt {2}}\cos(\pi ix)&i\in \{1,2,\dotsc \}\\1&i=0\end{cases}}}
로 잡는다면, 위 급수가 {\displaystyle t\in [0,1]}에 대하여 균등 수렴하는 것을 보일 수 있으며, 이 경우 이 급수는 위너 확률 과정을 이룬다.

## 역사
노버트 위너의 이름을 땄다.

## 같이 보기
- 위너 공간
- 프랙탈